# Anaglymma congonis
Anaglymma congonis är en skalbaggsart som beskrevs av Lewis 1895. Anaglymma congonis ingår i släktet Anaglymma och familjen stumpbaggar. Inga underarter finns listade i Catalogue of Life.